# Melrose Park, New South Wales
Melrose Park este o suburbie în Sydney, Australia.